# Eric Maskin
Eric Stark Maskin (* 12. prosince 1950 New York) je americký ekonom, který v roce 2007 spolu s Leonidem Hurwiczem a Rogerem Myersonem získal Cenu Švédské národní banky za rozvoj ekonomické vědy na památku Alfreda Nobela za „položení základů teorie návrhu mechanismů“. Je profesorem sociálních věd na Institute for Advanced Study a hostujícím profesorem na Princetonské univerzitě.